# نرم‌افزار فدورا کامنز
فدورا (یا معماری مخزن اشیاء دیجیتال قابل توسعه انعطاف‌پذیر) یک معماری مخزن محتوای مدیریت دارایی دیجیتال (DAM) است که ممکن است بر اساس آن مخازن سازمانی، آرشیوهای دیجیتال و سیستم‌های کتابخانه دیجیتال ساخته شوند. فدورا معماری زیربنایی برای یک مخزن دیجیتال است و یک برنامه کامل مدیریتی، نمایه‌سازی، کشف و تحویل نیست. این یک معماری ماژولار است که بر اساس این اصل ساخته شده که قابلیت همکاری و توسعه پذیری با ادغام داده‌ها، رابط‌ها و مکانیسم‌ها (به عنوان مثال، برنامه‌های اجرایی) به عنوان ماژول‌های کاملاً تعریف شده به بهترین وجه به دست می‌آید.

## تاریخ
نرم‌افزار منبع باز (open source) فدورا پروژه‌ای است که توسط سازمان غیردولتی DuraSpace پشتیبانی می‌شود. این نرم‌افزار ریشه در معماری مخزن اشیاء دیجیتال قابل توسعه انعطاف‌پذیر (یعنی فدورا) دارد که در ابتدا توسط محققان دانشگاه کرنل طراحی و توسعه داده شد. فدورا یک معماری برای ذخیره، مدیریت و دسترسی به محتوای دیجیتال در قالب اشیاء دیجیتال با الهام از چارچوب نرم‌افزاری کان و ویلنسکی است. فدورا به عنوان یک پروژه تحقیقاتی با بودجه دارپا و بنیاد ملی علوم در گروه تحقیقاتی کتابخانه دیجیتال دانشگاه کرنل در سال ۱۹۹۷ آغاز شد، جایی که اولین پیاده‌سازی مرجع در جاوا با استفاده از رویکرد توزیع شی مبتنی بر CORBA نوشته شد. پس از آن، دانشگاه ویرجینیا شروع به آزمایش با نرم‌افزار کرنل کرد و بعداً به کرنل پیوست تا پروژه مخزن فدورا را ایجاد کند که فدورا را مجدداً به عنوان نرم‌افزار منبع باز (open source) پیاده‌سازی کرد. از آن زمان، تغییرات متعددی در معماری انجام شد، و در اواخر سال ۲۰۰۵، نسخه ۲٫۱ منتشر شد. فدورا مجموعه ای از انتزاعات را برای بیان اشیاء دیجیتال، اظهار روابط بین اشیاء دیجیتال، و پیوند دادن «رفتارها» (به عنوان مثال، خدمات) به اشیاء دیجیتال تعریف می‌کند.
در سال ۲۰۰۳ شرکت Red Hat درخواست وضعیت علامت تجاری برای نام "Fedora" کرد تا با پروژه سیستم عامل لینوکس آن‌ها مرتبط شود. Cornell و UVA رسماً با این درخواست مخالفت کردند و به عنوان یک توافق نهایی، طرفین بر سر یک توافق همزیستی توافق کردند که بیان می‌کرد که پروژه Cornell-UVA می‌تواند از این نام استفاده کند که به وضوح با نرم‌افزار منبع باز برای سیستم‌های مخزن اشیای دیجیتال مرتبط باشد و Red Hat زمانی می‌توانست از این نام استفاده کند که به وضوح با سیستم‌عامل‌های کامپیوتر منبع باز مرتبط بود.

## فناوری
فدورا یک لایه مدیریت همه منظوره برای اشیاء دیجیتال ارائه می‌دهد. مدیریت اشیا بر اساس مدل‌های محتوا است که اشیاء داده (واحد محتوا) یا مجموعه ای از اشیاء داده را نشان می‌دهد. اشیاء حاوی پیوندهایی بین جریان‌های داده (فایل‌های محتوای مدیریت شده یا خارجی)، ابرداده (داخلی یا خارجی)، فراداده سیستم (شامل یک PID - شناسه دائمی - که منحصر به مخزن است) و رفتارهایی هستند که خود اشیاء کد هستند که اتصالات را ارائه می‌کنند. یا پیوندهایی به انتشار دهندگان (فرایندهای نرم‌افزاری که می‌توان با جریان‌های داده استفاده کرد). مدل‌های محتوا را می‌توان به عنوان ظرف‌هایی در نظر گرفت که شکل مفیدی به اطلاعات ریخته شده در آنها می‌بخشد. اگر اطلاعات با ظرف مناسب باشد، می‌توان بلافاصله از آن به روش‌های ازپیش‌تعریف‌شده استفاده کرد.
فدورا از دو نوع سرویس دسترسی پشتیبانی می‌کند: یک کلاینت مدیریت برای جذب، نگهداری و صادرات اشیاء. یا از طریق قلاب‌های API برای سرویس‌های دسترسی سفارشی مبتنی بر وب که بر روی HTTP یا SOAP ساخته شده‌اند. یک مخزن فدورا یک لایه مدیریت همه‌منظوره برای اشیاء دیجیتال و کانتینرهایی فراهم می‌کند که جریان‌های داده‌ای تایپ‌شده مایک (مانند تصاویر دیجیتال، فایل‌های XML، متادیتا) را جمع‌آوری می‌کند. فدورا خارج از جعبه شامل ابزارهای نرم‌افزاری لازم برای جذب، مدیریت و ارائه تحویل اولیه اشیاء با تعداد کمی یا بدون توزیع کننده سفارشی است، یا می‌تواند به عنوان پشتیبان برای یک رابط کاربری یکپارچه‌تر استفاده شود.
فدورا از دریافت و صادرات اشیاء دیجیتال در انواع فرمت‌های XML پشتیبانی می‌کند. این امکان تبادل اشیاء بین فدورا و سایر برنامه‌ها را فراهم می‌کند و همچنین حفظ و بایگانی دیجیتال را تسهیل می‌کند.
- مدل شی دیجیتالی مدل شی دیجیتال FEDORA امکان تجمیع فراداده و محتوای دیجیتالی را به عنوان «جریان داده» بدون توجه به فرمت و مکان فیزیکی فراهم می‌کند. اشیاء FEDORA می‌توانند شامل محتوایی از مخازن خارجی یا توزیع شده باشند. اشیاء دیجیتال را می‌توان برای نشان دادن بسیاری از انواع موجودیت‌ها از متون دیجیتال، انتشارات، عکس‌ها، فیلم‌ها و مجموعه داده‌ها مدل‌سازی کرد. اشیاء دیجیتالی می‌توانند «رفتارهایی» مرتبط داشته باشند که می‌توانند دیدگاه‌های متفاوتی از شی ارائه کنند، یا می‌توانند دگرگونی‌های پویا از محتوای شی دیجیتال ایجاد کنند.
- روابط مدل شی دیجیتال FEDORA از توانایی اثبات روابط معنایی با استفاده از چارچوب توصیف منابع (RDF) پشتیبانی می‌کند. روابط بین اشیا و درون اشیاء را می‌توان با استفاده از یک فروشگاه سه گانه معنایی که پرس‌وجوها را در کل مخزن اشیای دیجیتالی فعال می‌کند نمایه کرد.
- سرویس مخزن بر چهار واسط برنامه‌نویسی کاربردی اصلی (API) استوار است: مدیریت، دسترسی، جستجو و برداشت ابرداده از طریق OAI-PMH. این سیستم مقیاس پذیر و انعطاف‌پذیر است و کاربران فدورا این مخزن را به عنوان جزء اصلی بسیاری از برنامه‌ها و پلتفرم‌ها پذیرفته‌اند.

پروژه فدورا در حال حاضر توسط سازمان DuraSpace پشتیبانی می‌شود.

## بیشتر خواندن
- Acs, B.، و همکاران، یک رویکرد کلی برای محاسبات فشرده داده با استفاده از چارچوب مبتنی بر مؤلفه Meandre. Wands '10 مجموعه مقالات اولین کارگاه بین‌المللی در مورد رویکردهای گردش کار به علم داده محور جدید. خرداد ماه سال ۱۳۸۹.
- Allinson, J. , Feng, Y. , ایجاد گردش کار انعطاف‌پذیر با فدورا، رویکرد دانشگاه یورک. کنفرانس Open Repositories 2010، گروه کاربری Duraspace. تیر ماه سال ۱۳۸۹.
- Baldiris, S. , Avila, C. , Rivera, P. , Guevara, J. , Fabregat, R. , ماژول ویرایش وب برای برچسب زدن ابرداده اشیاء یادگیری مخزن فدورا کامانز تحت استانداردهای DRD و LOM. FIE '11 مجموعه مقالات کنفرانس مرزها در آموزش و پرورش ۲۰۱۱. مهر ماه سال ۱۳۹۰.
- Bayliss, S. , Dow, M. , Allinson, J. , استفاده از فناوری‌های وب معنایی برای ادغام اصلاح‌نامه با فدورا برای پشتیبانی از فهرست‌نویسی، کشف، استفاده مجدد و قابلیت همکاری. کنفرانس Open Repositories 2011. خرداد ماه سال ۱۳۹۰.
- مخازن Bayliss, S., Dow, M., Fedora و Persistent Identifiers - یک رویکرد معماری که شناسه‌های پایدار را در قلب مدل محتوا قرار می‌دهد. کنفرانس Open Repositories 2011. خرداد ماه سال ۱۳۹۰.
- Bertazzo, M.، Di Iorio, A.، حفظ و ارائه محتوای سمعی و بصری با ادغام Fedora Commons و MediaMosa.[پیوند مرده] کنفرانس Open Repositories 2011. خرداد ماه سال ۱۳۹۰.
- Blekinge, A.، Christiansen, K.، مدل‌های محتوای پیشرفته. کنفرانس Open Repositories 2010، گروه کاربری Duraspace. تیر ماه سال ۱۳۸۹.
- کرلی، ای. پروژه هیدرولیک: توانمندسازی جوامع برای ایجاد یک کتابخانه دیجیتال با استفاده از فدورا و یک چارچوب پیام‌رسان سرویس‌محور رویداد.[پیوند مرده] کنفرانس Open Repositories 2011. خرداد ماه سال ۱۳۹۰.
- DiLauro, T.، انتخاب اجزای یک زیرساخت دیجیتال. اولین مجله دوشنبه. اردیبهشت ماه سال ۱۳۸۳.
- فریرا، ام. باپتیستا، ا. رامالهو، جی. بنیادی برای حفظ دیجیتال خودکار. مجله آریادنه. تیر ماه سال ۱۳۸۵.
- Gourley, D.، Battino Viterbo, P.، یک زیرساخت مخزن پایدار برای علوم انسانی دیجیتال: تجربه DHO. EuroMed'10: مجموعه مقالات سومین کنفرانس بین‌المللی میراث دیجیتال. آبان ماه سال ۱۳۸۹.
- گرین، آر. اور، سی، وادینگتون، اس. پروژه CLIF: مخزن به عنوان بخشی از چرخه حیات محتوا. مجله آریادنه. اسفند ماه سال ۱۳۹۰.
- گرین، آر. پروژه RepoMMan: خودکارسازی ابرداده و گردش کار برای فدورا. مجله D-Lib. تیر ماه سال ۱۳۸۴.
- Hamer, G.، Custom Rich Client, رابط‌های چند رسانه ای برای وب و موبایل برای فدورا و Duracloud با استفاده از راه حل‌های منبع باز Adobe. کنفرانس Open Repositories 2010، گروه کاربری Duraspace. تیر ماه سال ۱۳۸۹.
- کنان، ام. کینگزلی، دی. وضعیت ملت: تصویری از مخازن سازمانی استرالیا. اولین مجله دوشنبه. بهمن ماه سال ۱۳۸۷.
- Ludwig, J. , Enke, H. , Fischer, T. , Aschenbrenner, A. , Diversity and Interoperability of Repositories in a Grid Curation Environment. کنفرانس Open Repositories 2010، جلسات عمومی. تیر ماه سال ۱۳۸۹.
- Puschmann, C.، Reimer, P.، DiPP و eLanguage: دو مدل همکاری برای دسترسی آزاد. اولین مجله دوشنبه. مهر ماه سال ۱۳۸۶.
- Salo, D. , Retooling Libraries for the Data Challenge. مجله آریادنه. تیر ماه سال ۱۳۸۹.
- Soroka, A.، استفاده از جریان‌های کاری پیام محور در الگوی گذرگاه سرویس برای نمایه سازی مخازن فدورا.[پیوند مرده] کنفرانس Open Repositories 2011. خرداد ماه سال ۱۳۹۰.
- Varanka, M.، Varjonen, V.، Ryhänen, T.، توسعه سیستم پشتیبانی فرایند انتشار با فرم‌های Fedora و Orbeon - مطالعه موردی. کنفرانس Open Repositories 2010، گروه کاربری Duraspace. تیر ماه سال ۱۳۸۹.
- Webb, F. , Paulson, J. , Harvest: یک سیستم جستجو و کشف شی دیجیتال برای مجموعه‌های توزیع شده با انواع فایل‌ها و ساختارهای مختلف. کنفرانس Open Repositories 2010، گروه کاربری Duraspace. تیر ماه سال ۱۳۸۹.